# Црвени списак IUCN
Црвени списак IUCN (енгл. IUCN Red List) је најпознатији свјетски списак угрожених врста и нижих таксона. 

## Данас важеће категорије
је поставио критеријуме за процјену угрожености, а сви процијењени таксони сврставају се у једну од сљедећих категорија:
- — таксон изумро након 1500. године (скраћеница потиче од енглеске речи );
- — таксон ишчезао у природи
- — крајње угрожени таксон;
- — угрожени таксон и
- — рањиви таксон
- — скоро угрожени таксон
- — најмање угрожени таксон

Постоје и двије додатне  категорије:
- — таксон са недовољно података о угрожености
- — таксон није евалуисан, или није евалуисан по  критеријумима

## Категорије из 1994.
- — таксон изумро након 1500. године (скраћеница потиче од енглеске речи );
- — таксон ишчезао у природи
- — крајње угрожени таксон;
- — угрожени таксон и
- — рањиви таксон
- — таксон у нижем степену опасности (енгл. Low risk), категорија која се даље дијели на:
  -  — таксон зависан од заштите (енгл. Conservation dependent);
  -  — скоро угрожени таксон;
  -  — најмање угрожени таксон

Постоје и двије додатне  категорије:
- — таксон са недовољно података о угрожености
- — таксон није евалуисан, или није евалуисан по  критеријумима

## CITES конвенција
Конвенција о међународној трговини угрожених врста дивље фауне и флоре (енгл. Convention on International Trade in Endangered Species of Wild Fauna and Flora (CITES)) за циљ има утврђивање да међународна трговина дивљим животињама и биљкама не угрожава њихов опстанак.